# Campeonato Nacional de Rodeo de 2004
El Campeonato Nacional de Rodeo de 2004 coronó a los mejores corredores del rodeo de la temporada 2003-2004 y se disputó en la Medialuna Monumental de Rancagua durante el 2 y el 4 de abril de 2004 y transmitido a todo el país por las pantallas de Mega. Fue la versión 56.º del popular "Champion de Chile" y en cuanto a resultados estuvo lleno de sorpresas ya que por primera vez en la historia de este campeonato se coronaban campeones una collera de Linares.

## Antecedentes
Los campeones fue la collera de la Asociación Linares compuesta por Gabriel Orphanopoulos y Mariano Torres en "Ahí No Más" y "Guapetón" con 34 puntos. Una marca nada de impresionante (fue el puntaje más bajo desde 1997), pero merecida para una dupla de Linares que emergió con una carrera perfecta (13 "puntos buenos") en el último huacho (última etapa). Por segundo año consecutivo, los representantes del Criadero Santa Isabel y de la Asociación Valdivia Juan Carlos Loaiza y Eduardo Tamayo remataron en el segundo lugar con 32 puntos y como terceros campeones resultaron los jinetes Luis Eduardo Cortés y José Urrutia quienes obtuvieron también 32 puntos pero perdieron el desempate del subcampeonato.
La collera (pareja de jinetes) de Linares sorprendió a la gran mayoría de los 12.000 espectadores que llegaron a la medialuna, ya que habían clasificado a la Final en el repechaje. A pesar de la sorpresa, la collera cuenta con todos los méritos de un campeón, ya que impresionaron con la única carrera perfecta de la tarde y con una gran categoría a la hora de conducir al animal.
El momento más triste de la jornada se vivió después de que el jurado no validó una gran atajada del jinete Pedro González y el público montó en cólera lanzando rechiflas, papeles e incluso botellas a la arena de la medialuna, este episodio fue tal como ocurrió en el año 2000 cuando el jurado perjudicó también a Pedro González y a su hernano Ricardo.
Los campeones del año anterior (Sebastián Walker y Camilo Padilla) no tuvieron una buena tarde ya que se despidieron en el segundo animal con 19 puntos.
El "sello de raza" (premio que distingue al caballo que presenta la mayor pureza racial), lo ganó la yegua "Barricada" perteneciente al Criadero Santa Isabel y montada por Eduardo Tamayo. El campeón del movimiento de la rienda fue el jinete Luis Eduardo Cortés quien montó a "Esta Sí" y finalizó con 67 puntos.

## Resultados

### Serie de campeones
La Serie de campeones la disputaron 35 colleras (parejas).
| Cuarto Animal 2004 | Cuarto Animal 2004                     | Cuarto Animal 2004         | Cuarto Animal 2004         | Cuarto Animal 2004 |
| ------------------ | -------------------------------------- | -------------------------- | -------------------------- | ------------------ |
| Lugar              | Jinetes                                | Caballos                   | Asociación                 | Puntaje            |
| 1.º                | Gabriel Orphanopoulos y Mariano Torres | "Ahí No Más" y "Guapetón"  | Linares                    | 34                 |
| 2.º                | Juan Carlos Loaiza y Eduardo Tamayo    | "Estimulada" y "Barricada" | Valdivia                   | 32 (10)            |
| 3.º                | Luis Eduardo Cortés y José Urrutia     | "Batuco" e "Ignorante"     | O'Higgins                  | 32 (7)             |
| 4.º                | Pablo Barahona y Pedro González        | "Contento" y "Faro"        | Santiago Oriente           | 30                 |
| 5.º                | Alfonso Navarro y Juan Pablo Cardemil  | "Encontrón" y "Estimado"   | Talca                      | 29                 |
| 6.º                | Jorge Gutiérrez y Mario Matzner        | "Esperando" y "Espectador" | Curicó y Llanquihue-Chiloé | 29                 |
| 7.º                | Jaime Roncagliolo y Jaime Ramírez      | "Control" y "Entusiasmo"   | Talca                      | 24                 |
| 8.º                | Mauricio Aninat y Mauricio Toloza      | "Pandillero" y "Estimado"  | Litoral Central            | 20                 |

### Serie Mixta-Criaderos
- 1.º Lugar: Juan Carlos Loaiza y Eduardo Tamayo en "Talento" y "Almendra" (Valdivia), 39 puntos.[6]
- 2.º Lugar: Diego Pacheco y Luis Huenchul en "Soledá" y "Orayón" (Colchagua), 27 puntos.
- 3.º Lugar: Juan Carlos Loaiza y Eduardo Tamayo en "Curiosa" y "Dedal" (Valdivia), 25 puntos.

### Serie Caballos
- 1.º Lugar: Alfonso Navarro y Juan Pablo Cardemil en "Encontrón" y "Estimado" (Talca), 32 puntos.[7]
- 2.º Lugar: Jaime Roncagliolo y Jaime Ramírez en "Control" y "Entusiasmo" (Talca), 27 puntos.
- 3.º Lugar: José Urrutia y Luis Eduardo Cortés en "Ignorante" y "Batuco" (O'Higgins), 22 puntos.
- 4.º Lugar: Gonzalo Vial y Pedro Vergara en "Incrédulo" y "Cumpa" (O'Higgins), 21 puntos.

### Serie Yeguas
- 1.º Lugar: Alfredo Moreno y Juan Pablo Cardemil en "Que Linda" y "Caprichosa" (Talca), 26 puntos.[8]
- 2.º Lugar: Gastón Salazar y Pedro Salazar en "Presumida" y "Firmeza III", 23 puntos.
- 3.º Lugar: Tulio Garrido y Adolfo Cortés en "Reserva" y "Estrellita", 19 puntos.

### Serie Potros
- 1.º Lugar: Jorge Gutiérrez y Mario Matzner en "Esperando" y "Espectador" (Curicó), 33 puntos.[9]
- 2.º Lugar: Francisco Infante y Mario Tamayo en "Chamuscado" y "Sahumerio" (Melipilla), 33 puntos.
- 3.º Lugar: Mauricio Aninat y Mauricio Toloza en "Pandillero" y "Estimado" (Litoral Central), 28 puntos.

### Primera Serie Libre A
- 1.º Lugar: Juan Carlos Valdivia y Óscar Valdivia en "Trabuco" y "Belicoso" (Choapa y Santiago Oriente), 25 puntos.[10]
- 2.º Lugar: Gabriel Orphanopoulos y Mariano Torres en "Ahí No Más" y "Guapetón" (Linares), 25 puntos.
- 3.º Lugar: Alejandro Godoy y Hernán Godoy en "Achumao" y "Rabanito" (Aisén), 24 puntos.
- 4.º Lugar: José Astaburuaga y Manuel Yáñez en "Chispacito" y "Contubernio" (Curicó y Santiago), 23 puntos.
- 5.º Lugar: José Luis Meier y Marcelo Rivas en "Linchaco" y "Vituperio" (Biobío), 23 puntos.

### Primera Serie Libre B
- 1.º Lugar: Carlos Pozo y Rufino Hernández en "Trenzada" y "Lindasa" (Talca), 28 puntos.[11]
- 2.º Lugar: Juan Pozo y Rufino Hernández en "Esencia" y "Pelusita" (Talca), 26 puntos.
- 3.º Lugar: Pablo Baraona y Pedro González en "Contento" y "Faro" (Santiago Oriente), 26 puntos.
- 4.º Lugar: Pedro Urrutia y Eduardo Urra en "Insulto" y "Hasta Cuándo" (Cauquenes), 25 puntos.
- 5.º Lugar: Juan Carlos Loaiza y Eduardo Tamayo en "Estimulada" y "Barricada" (Valdivia), 23 puntos.

### Segunda Serie Libre A
- 1.º Lugar: Juan Pablo Muñoz y Raúl Parrao en "Vivaracho" y "Relincho" (Talca), 30 puntos.[12]
- 2.º Lugar: Claudio Hernández y Rufino Hernández en "On Rica" y "Gañán" (Talca), 30 puntos.
- 3.º Lugar: Juan Hernández y Manuel Muñoz en "Peñasco" y "Desafío" (Linares), 28 puntos.
- 4.º Lugar: Emiliano Ruiz y José Tomás Meza en "Opio" y "Quemadito" (Litoral Central), 26 puntos.

### Segunda Serie Libre B
- 1.º Lugar: José Manuel Pozo y Alejandro Pozo en "El Concho" y "Codiciado por Rosquero" (Talca), 28 puntos.[13]
- 2.º Lugar: Diego Pacheco y Luis Huenchul en "Entonada" y "Promesa" (Colchagua), 26 puntos.
- 3.º Lugar: Emiliano Ruiz y José Tomás Meza en "Melí" y "Titán" (Litoral Central), 26 puntos.
- 4.º Lugar: Luis Rieutord y Patricio Cornejo en "Costal" y "Curador" (Cardenal Caro), 25 puntos.

## Clasificatorios
Las colleras que participaron en este campeonato nacional durante la temporada 2003-2004 tuvieron que ganar a lo menos un rodeo y obtener mínimo 15 puntos para acceder a los rodeos clasificatorios. Fueron 4 rodeos clasificatorios, 2 para la zona centro norte y dos para la zona centro sur.

### Primer Clasificatorio Centro Sur, Valdivia
- 1.º Lugar: Gustavo Cornejo y Camilo Padilla (Valdivia) en "Rencoroso" y "Estupenda", 33+8 puntos.
- 2.º Lugar: Juan Carlos Loaiza y Eduardo Tamayo (Valdivia) en "Estimulada" y "Barricada", 33+4.
- 3.º Lugar: Leonardo García y Christian Pooley (Cautín) en "Escarabajo" y "Espuelazo", 31.

### Primer Clasificatorio Centro Norte, Las Vizcachas
- 1.º Lugar: José Urrutia y Luis Cortés (O'Higgins) en "Ignorante" y "Batuco", 31.
- 2.º Lugar: José Urrutia y Luis Cortés (O'Higgins) en "Reseca" y "Rota Linda", 31.
- 3.º Lugar: José Astaburuaga y Manuel Yáñez (Bío-Bío) en "Chispacito" y "Contubernio", 28.

### Segundo Clasificatorio Centro Sur, Los Ángeles
- 1.º Lugar: José Luis Meier y Marcelo Rivas (Bío-Bío) en "Mingay" y "Manopla", 37.
- 2.º Lugar: Gabriel Orphanopoulus y Mariano Torres (Linares) en "Ahí no más" y "Guapetón", 34.
- 3.º Lugar: Jorge Gutiérrez y Mario Matzner (Curicó) en "Esperando" y "Espectador", 29.

### Segundo Clasificatorio Centro Norte, Santa Cruz
- 1.º Lugar: Marco Rodríguez y Patricio Palma (Melipilla) en "Ñilquina II" y "Escarapela", 32.
- 2.º Lugar: Pablo Barahona y Pedro Ganzalez (Santiago Oriente) en "Contento" y "Faro", 26.
- 3.º Lugar: Gonzalo Vial y Pedro Vergara (O'Higgins) en "Incrédulo" y "Cumpa", 24.

## Cuadro de honor temporada 2003-2004

### Jinetes
- 1.º Luis Eduardo Cortés
- 2.º Juan Carlos Loaiza
- 3.º Mariano Torres
- 4.º Eduardo Tamayo
- 5.º Pedro González
- 6.º Gabriel Orphanopoulos
- 7.º Jorge Gutiérrez
- 8.º Alfonso Navarro
- 9.º Juan Pablo Cardemil
- 10.º Mario Matzner

### Caballos
- 1.º Batuco
- 2.º Ignorante
- 3.º Encontrón
- 4.º Estimado
- 5.º Control
- 6.º Entusiasmo
- 7.º Gañán
- 8.º On Rica
- 9.º Incrédulo
- 10.º Chispacito

### Yeguas
- 1.º Estimulada
- 2.º Barricada
- 3.º Trenzada
- 4.º Lindaza
- 5.º Almendra
- 6.º Caprichosa
- 7.º Soledá
- 8.º Escencia
- 9.º Pelusita
- 10.º Presumida

### Potros
- 1.º Ahí No Más
- 2.º Faro
- 3.º Esperando
- 4.º Espectador
- 5.º Guapetón
- 6.º Estimado
- 7.º Contento
- 8.º Oyarón
- 9.º Pandillero
- 10.º Talento